# Kalutara
Kalutara è una città dello Sri Lanka, situata nella Provincia Occidentale.